# رحلات فضاء بين الكواكب

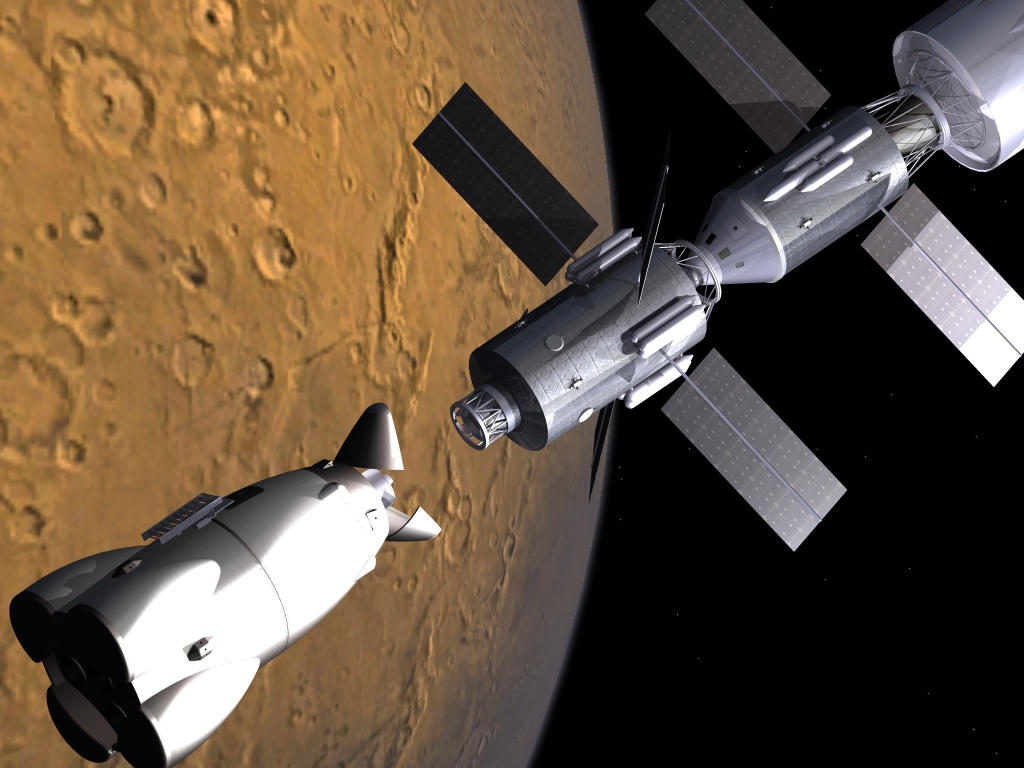

رحلات الفضاء بين الكواكب أو السفر الكوكبي هي السفر بين الكواكب، عادة داخل نظام كوكبي واحد. عمليًا، تقتصر الرحلات الفضائية من هذا النوع على السفر بين كواكب المجموعة الشمسية.

## الإنجازات الحالية في السفر بين الكواكب
سافرت مسابير الفضاء المتحكم بها عن بعد إلى جميع الكواكب الموجودة في النظام الشمسي من عطارد حتى نبتون، إذ مر مسبار «نيو هورايزونز» بجانب الكوكب القزم بلوتو و«المسبار الفضائي داون» يدور حاليًا حول الكوكب القزم سيريس. المركبتان الفضائيتان الأبعد، فوياجر 1 وفوياجر 2، غادرتا النظام الشمسي اعتبارًا من 8 ديسمبر 2018، في حين أن بيونير 10 وبيونير 11 ونيو هورايزونز في طريقها لمغادرته.
تقدم المركبات المدارية الكوكبية ومراكب الإنزال معلومات أكثر تفصيلًا وشمولية من بعثات المرور المحاذي. وُضعت مسابر الفضاء في مدارات حول جميع الكواكب الخمسة المعروفة لدى القدماء: أولًا المريخ «مارينر 9، 1971»، ثم فينوس «فينيرا 9، 1975؛ ولكن أُجريت عمليات الهبوط على كوكب الزهرة ومسابر المجال الجوي حتى قبل ذلك»، كوكب المشتري «غاليليو، 1995»، زحل «كاسيني-هويجنز، 2004»، ومؤخرًا عطارد «مسنجر، مارس 2011»، والتي أعادت بيانات حول هذه الأجرام وأقمارها الطبيعية.
دارت بعثة «شوميكر» في عام 2000 حول الكويكب الكبير القريب من الأرض 433 إروس، وحتى هبطت بنجاح هناك، على الرغم من أنه لم يُصمم مع مراعاة هذه المناورة. دارت المركبة الفضائية اليابانية ذات المحرك الأيوني «هايابوسا» في عام 2005 حول الكويكب الصغير القريب من الأرض 25143 إيتوكاوا، وهبطت عليه لفترة قصيرة وأعادت حبيبات (بلورات) من مواده السطحية إلى الأرض. قامت مركبة أخرى قوية ذات محرك أيوني، هي داون، بالدوران حول الكويكب الكبير فيستا «يوليو 2011 - سبتمبر 2012» وانتقلت لاحقًا إلى الكوكب القزم سيريس، الذي وصلت له في مارس 2015.
هبطت مركبات الإنزال المتحكم فيها عن بعد مثل فايكينغ وباثفايندر ومتجولي استكشاف المريخ على سطح المريخ وهبطت مركبات فضائية مثل فينيرا وفيغا على سطح كوكب الزهرة. هبط مسبار هويجنز بنجاح على قمر زحل، تيتان.
لم تُرسل أي مهمات مأهولة إلى أي كوكب من النظام الشمسي. ومع ذلك، هبط برنامج أبولو التابع لناسا ب 12 شخصًا على سطح القمر وأعادهم إلى الأرض. كانت الرؤية الأمريكية لاستكشاف الفضاء، والتي قدمها الرئيس الأمريكي جورج دبليو بوش ونفذت من خلال «برنامج كوكبة»، ذات هدف طويل المدى لإرسال رواد فضاء بشر إلى المريخ في نهاية المطال. ومع ذلك، في 1 فبراير 2010، اقترح الرئيس باراك أوباما إلغاء البرنامج في السنة المالية 2011. وكان مشروع سابق خططت له ناسا بشكل كبير تضمن رحلة مأهولة لتمر بمحاذاة كوكب الزهرة في مهمة، لكن ألغي عندما أنهي برنامج تطبيقات أبولو بسبب تخفيضات ميزانية ناسا في أواخر الستينيات.

## أسباب السفر بين الكواكب
تحظى تكاليف ومخاطر السفر بين الكواكب بالكثير من الدعاية، وتشمل الأمثلة الأعطال أو الإخفاقات الكاملة للمسابر غير المأهولة مثل مارس 96 وديب سبيس 2 وبيغل 2. وتقدم مقالة «قائمة مسابر النظام الشمسي» قائمة كاملة بذلك.
يعتقد العديد من علماء الفلك والجيولوجيين وعلماء الأحياء أن استكشاف النظام الشمسي يوفر معرفة لا يمكن اكتسابها من خلال الرصد من سطح الأرض أو من مدار حول الأرض. لكنهم يختلفون حول ما إذا كانت المهمات المأهولة تسهم إسهامًا علميًا مفيدًا؛ يعتقد البعض أن المسابر الروبوتية أرخص وأكثر أمانًا، بينما يجادل آخرون بأن رواد الفضاء الذين يوجههم علماء على الأرض، أو العلماء الذين يذهبون إلى الفضاء ويوجهون من قبل علماء على الأرض، قد يستجيبون بشكل أكثر مرونة وذكاء إلى التضاريس الجديدة أو غير المتوقعة في المنطقة التي يستكشفونها.
من المرجح أن يهتم أولئك الذين يدفعون مقابل هذه المهام (خاصة في القطاع العام) بالمزايا لأنفسهم أو للجنس البشري ككل. حتى الآن كانت الفوائد الوحيدة من هذا النوع هي التقنيات «العرضية» التي طُورت للبعثات الفضائية، وبعد ذلك تبين أنها مفيدة في أنشطة أخرى على الأقل.
تعد الدوافع العملية الأخرى للسفر بين الكواكب أكثر قابلية للتخمين، لأن تقنياتنا الحالية لم تتطور بعد بما يكفي لدعم مشاريع الاختبار. لكن لدى كتّاب الخيال العلمي سجل جيد إلى حد ما في التنبؤ بالتكنولوجيات المستقبلية؛ على سبيل المثال أقمار الاتصالات المتزامنة جغرافيًا مع الأرض «آرثر سي. كلارك» والعديد من جوانب تكنولوجيا الكمبيوتر «ماك رينولدز».
تعرض العديد من قصص الخيال العلمي وصفًا تفصيليًا للكيفية التي يمكن بها للناس استخراج المعادن من الكويكبات والطاقة من المصادر بما في ذلك الألواح الشمسية المدارية (التي لا تحجبها الغيوم) والحقل المغناطيسي القوي جدًا لكوكب المشتري. يشير البعض إلى أن هذه التقنيات قد تكون الطريقة الوحيدة لتوفير مستويات معيشية متصاعدة دون إعاقتها بسبب التلوث أو نفاد موارد الأرض (على سبيل المثال ذروة النفط).
أخيرًا، سيمنع استعمار أجزاء أخرى من النظام الشمسي من فناء الجنس البشري بالكامل بسبب أي من الأحداث المحتملة (كانقراض الإنسان). أحد هذه الأحداث المحتملة هو اصطدام كويكب مثل الذي ربما أدى إلى حدوث «انقراض العصر الطباشيري الثلاثي». على الرغم من أن العديد من مشاريع «سبيسغارد» تراقب النظام الشمسي للأجسام التي قد تقترب بشكل خطير من الأرض، فاستراتيجيات «حرف الكويكبات» غير مجربة ولم يتم اختبارها بعد. لجعل المهمة أكثر صعوبة، فإن «الكوندريت الكربوني» سخامي (مظلم) إلى حد ما وبالتالي يصعب اكتشافه. على الرغم من أنه يُعتقد أن «الكوندريتات الكربونية» نادرة، فبعضها كبير جدًا، وربما يكون «قاتل الديناصورات» المشتبه به عبارة عن «كوندريت كربوني».
يجادل بعض العلماء، بمن فيهم أعضاء معهد دراسات الفضاء، بأن الغالبية العظمى من البشر ستعيش في النهاية في الفضاء وستستفيد من ذلك.

## تقنيات السفر الاقتصادية
يتمثل أحد التحديات الرئيسية في السفر بين الكواكب في إنتاج تغييرات كبيرة جدًا في السرعة ضرورية للسفر من جرم إلى آخر في النظام الشمسي.
نظرًا لجاذبية الشمس، ستبطئ مركبة فضائية تتحرك بعيدًا عن الشمس، بينما تسير المركبة الفضائية المتحركة باتجاهها بشكل أسرع. ونظرًا لأن أي كوكبين يقعان على مسافات مختلفة عن الشمس، فإن الكوكب الذي تنطلق منه المركبة الفضائية يتحرك حول الشمس بسرعة مختلفة عن الكوكب الذي تسافر إليه المركبة الفضائية (وفقًا لقانون كبلر الثالث). بسبب هذه الحقائق، يجب على مركبة فضائية ترغب في الانتقال إلى كوكب أقرب إلى الشمس أن تقلل من سرعتها بأخذ الشمس بالحسبان، بينما يجب أن تزيد مركبة فضائية تنتقل إلى كوكب بعيد عن الشمس سرعتها بشكل كبير. وإذا رغبت المركبة الفضائية أيضًا في الدخول إلى مدار حول كوكب الوجهة (بدلًا من الطيران بمحاذاته)، فيجب أن تتطابق مع السرعة المدارية للكوكب حول الشمس، ما يتطلب تغييرًا كبيرًا آخر في السرعة.